# Nassarius argenteus
Nassarius argenteus is een slakkensoort uit de familie van de Nassariidae. De wetenschappelijke naam van de soort is voor het eerst geldig gepubliceerd in 1877 door Marrat.